# Octopus bunurong
Octopus bunurong är en bläckfiskart som beskrevs av Stranks 1990. Octopus bunurong ingår i släktet Octopus och familjen Octopodidae. Inga underarter finns listade i Catalogue of Life.